# Motorredutor
Motorredutor é um conjunto composto por motor elétrico e redutor de engrenagens. Pode ser empregado nas mais diversas aplicações, desde equipamentos industriais até máquinas de parques de diversão. 
O objetivo do motorredutor é fornecer movimento rotativo (rpm) com torque elevado (Nm). Sua construção pode ser feita em alumínio ou ferro fundido, sendo o engrenamento em aço e/ou bronze.